# Fuerza de las Naciones Unidas de Observación de la Separación

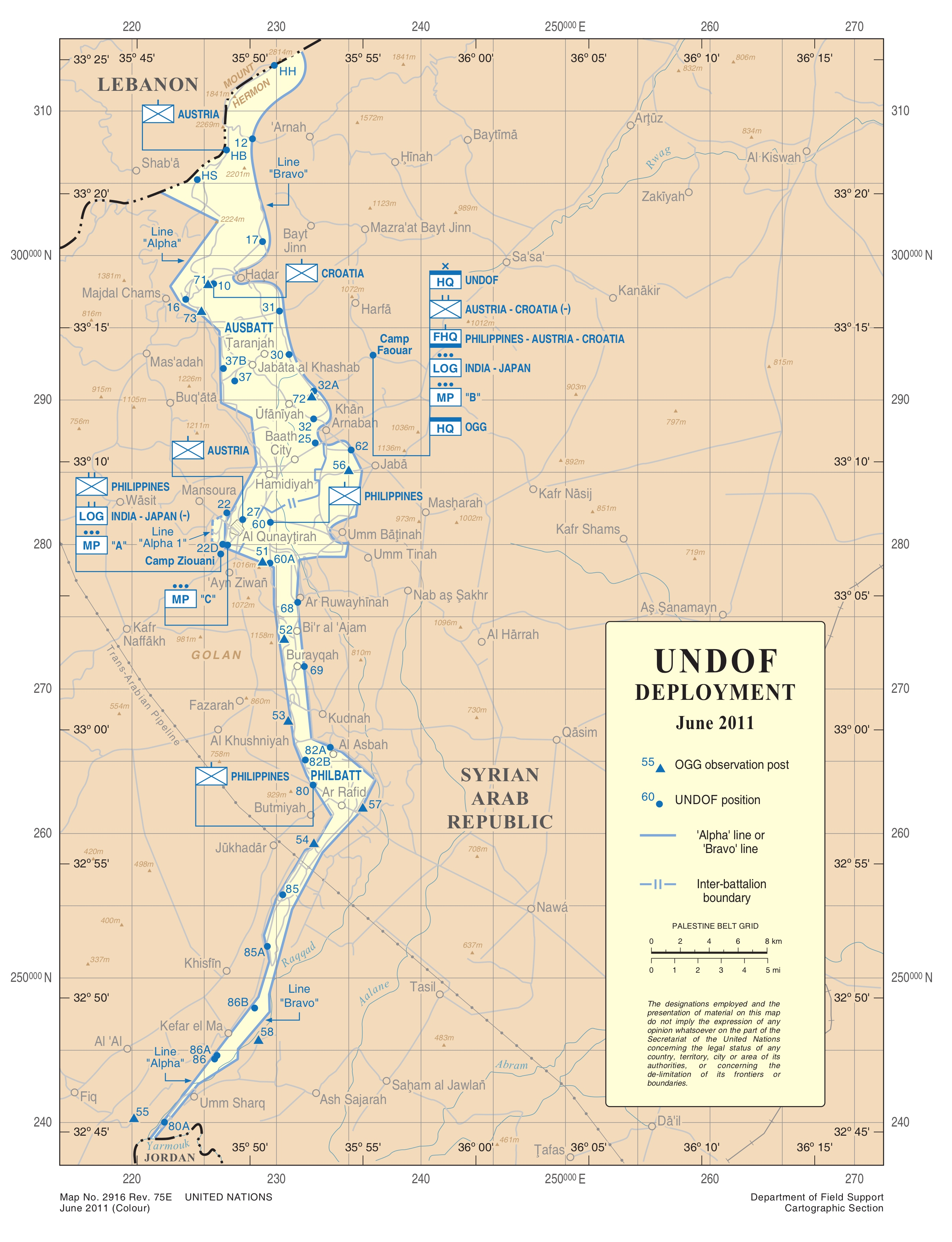
Mapa del despliegue de la FNUOS a junio de 2011.

La Fuerza de las Naciones Unidas de Observación de la Separación (también conocida como FNUOS por sus siglas en español o UNDOF en inglés) es una misión internacional de mantenimiento de la paz desplegada en los Altos del Golán sirios desde 1974.
La misión fue creada tras la aprobación de la resolución 350 del Consejo de Seguridad de las Naciones Unidas del 31 de mayo de 1974 y la retirada pactada de fuerzas israelíes y sirias de los Altos del Golán que se disputaban, consecuencia directa de la guerra de Yom Kipur. El mandato otorgado mediante esa resolución establece que sus objetivos son: el mantenimiento del alto el fuego entre Israel y Siria; supervisar la separación de las fuerzas de los dos países; y la vigilancia de las áreas de separación según lo establecido en el Acuerdo de Separación de 1974. El mandato ha sido prorrogado sucesivamente desde 1974 por periodos de seis años.
Durante la Guerra Civil Siria estas fuerzas estuvieron inhabilitadas durante un tiempo, incluso tuvo combates contra el Frente Al-Nusra y Estado Islámico obligando a abandonar sus posiciones o retirarse a Israel. La misión pudo ser restablecida en 2018 después de que el Ejército Árabe Sirio y el Ejército Libre Sirio dejaran de combatir por la zona para unirse a un plan de reconciliación nacional.
A partir del 31 de julio de 2018, el Ejército Árabe Sirio pasó a controlar el 100% del territorio y se restauró la presencia de la FNUOS en su lugar correspondiente. El Estado Islámico perdió el control total de la zona fronteriza con Israel, la cual era parte de la zona de separación, lo que para el Consejo de Seguridad supuso una victoria momentánea tanto de las Fuerzas del Gobierno Sirio como de las Fuerzas de Paz que garantizan el alto al fuego entre Israel y Siria.
En octubre del 2019, la FNUOS estaba integrada por 1155 soldados y oficiales, además de 125 civiles, siendo comandada por el mayor general nepalí Shivaram Kharel. Este personal está compuesto por miembros de Nepal, India, Uruguay, Fiyi, Irlanda y Ghana. Desde 1974 la misión ha sufrido 54 bajas militares y civiles.